# Max Grace
Max William Grace (nascido em 14 de dezembro de 1942) é um ex-ciclista neozelandês. Representou Nova Zelândia nos Jogos Olímpicos de Verão de 1964 em Tóquio, onde competiu em duas provas de ciclismo de estrada.